# Мадерна, Карло
Карло Мадерна или Мадерно (итал. Carlo Maderna, Maderno; 1556, Каполаго — 1629) — швейцаро-итальянский архитектор, яркий представитель римского барокко. Обучался у своих дядей — сначала у Доменико, затем у Джованни Фонтана.
Мадерна родился в местечке Каполаго на берегу озера Лугано в Тессинском кантоне итальянской Швейцарии. Приехал в Рим примерно в 80-е годы XVI века, стал работать каменщиком, вместе с дядей Джованни и строил водопроводы и фонтаны. Известно, что он спроектировал правый фонтан на площади Святого Петра в 1613 году. Мадерна также заканчивал ряд сооружений, строительство которых было начато другими архитекторами: например, палаццо Киджи после Джакомо делла Порта — строительство было завершено к 1630 году.
Первой самостоятельной работой Карло Мадерны в 1603 году является перестройка фасада церкви Санта-Сузанна. Композиция нового фасада характерна для раннего римского барокко, или переходного ренессансно-барочного стиля, который позднее, после постановлений Тридентского собора, стали именовать «стилем контрреформации», «стилем иезуитов», или «трентино». Канонический образец такого стиля был дан в соборной церкви ордена иезуитов в Риме — Иль-Джезу. Этому образцу следовали римские архитекторы при строительстве малых конгрегационных церквей с обязательной симметрией главного фасада в два яруса с треугольным фронтоном и волютами по сторонам. Похожим образом скомпонован фасад находящейся рядом церкви Санта-Мария-делла-Виттория, также работа Карло Мадерны (1605). В композиции фасада церкви Санта-Сузанна классицистическая симметрия сочетается с типично барочными приёмами: раскреповками антаблемента, «набегающими» к центру фасада, сдвоенными полуколоннами и пилястрами, сочетанием треугольного и лучкового фронтонов, статуями в нишах.
Значительна роль Карло Мадерны в строительстве собора Святого Петра. В 1607—1617 годах по указанию Павла V архитектор удлинил восточную ветвь креста — пристроил к центрическому зданию трёхнефную базиликальную часть, вернувшись таким образом от центрического плана Микеланджело к форме латинского креста, и создал новый главный, восточный фасад. Его ширина 114,69 метров и 45,55 метров в высоту. Центральная часть оформлена восемью мощными колоннами коринфского ордера (нижний диаметр колонн 3 м!) с раскреповкой антаблемента, и неравными интерколумниями (расстояниями между осями колонн). Их сближение к центру и лёгкое выдвижение вперёд создаёт типично барочную «волну». Центральное окно фасада (высотой 7 м!) выходит на балкон, называемый Лоджией Благословений (Loggia delle Benedizioni), с которого Папа произносит апостолические послания лат. Urbi et Orbi (Городу и Миру). Мадерна также оформил нартекс (галерею), предваряющую вход в собор.
Карло Мадерной возведены купола церквей — Сан-Джованни-деи-Фиорентини и Сант-Андреа-делла-Валле (строительство начато Оливьери, фасад закончен Карло Райнальди к 1664 году). Также Мадерна в 1625—1665 годах принимал участие в строительстве Палаццо Барберини в Риме, которое заканчивали Дж. Л. Бернини, Ф. Борромини, П. да Кортона. Карло Мадерна вместе в с Джакомо делла Порта строил виллу Альдобрандини во Фраскати в 1598—1603 годах.
Карло Мадерна, превозносимый при жизни, позднее подвергся суровой и не вполне справедливой критике. Его сдержанный и прагматичный стиль считали скучным и чуть ли не банальным, особенно в сравнении с фантазиями Дж. Л. Бернини. Однако нельзя не поставить ему в заслугу то, что он устоял против общего в его время увлечения экстравагантными эффектами и старался, в частности, при достройке собора Святого Петра следовать идеям Браманте и Микеланджело, по мере возможности не удаляясь от строгости и благородства их идей. Именно поэтому, развивая традиции римского классицизма начала XVI века, Мадерна создал вариант стиля римского барокко, который заслуженно называют «классическим». В римской мастерской Мадерны с 1619 года учился выдающийся мастер архитектуры барокко Франческо Борромини. Брат Карло Мадерны — скульптор Стефано Мадерно (1576—1636).